# Excavarus sinensis
Excavarus sinensis är en stekelart som beskrevs av Mason 1962. Excavarus sinensis ingår i släktet Excavarus och familjen brokparasitsteklar. Inga underarter finns listade i Catalogue of Life.